# Lestodiplosis anthemidis
Lestodiplosis anthemidis är en tvåvingeart som först beskrevs av Friedrich Hermann Loew 1850.  Lestodiplosis anthemidis ingår i släktet Lestodiplosis och familjen gallmyggor.
Artens utbredningsområde är Polen. Inga underarter finns listade i Catalogue of Life.